# Minos
I den græske mytologi var Minos søn af Zeus og Europa og regerede fra sit palads i Knossos over Kreta. Han var gift med Pasifaë som på grund af sin unaturlige forening med den hvide tyr, (som Poseidon havde sendt som tegn på, at Minos skulle regere over Kreta) fødte Minotauros. Minos og Pasifaë fik tillige datteren Ariadne.
Minos blev dræbt af Cocalos' døtre og Daidalos, som ved hjælp af et rør i loftet hældte kogende vand eller olie ud over ham, da han var i bad. 
Efter sin død blev Minos dommer i Hades' dødsrige.
- Wikimedia Commons har flere filer relateret til Minos